# Charles John Brown
Pour les articles homonymes, voir Charles Brown et Brown.
Charles John Brown, né le 13 octobre 1959, est un évêque américain, actuellement nonce apostolique aux Philippines (en) depuis 2020 après avoir occupé la même fonction en Irlande (en) puis en Albanie (en).

## Biographie

### Formation
Né à New York, Charles Brown a étudié l’Histoire à l'Université Notre-Dame, la théologie à Oxford (Angleterre) et l'histoire  médiévale à l’Université de Toronto (Canada). Il a obtenu un doctorat en théologie sacramentelle à l’Athénée pontifical Saint-Anselme de Rome.

### Principaux ministères
Ordonné prêtre le 13 mai 1989, il a été vicaire à la paroisse Saint-Brendan du Bronx jusqu'en 1991. En 1994, il est nommé official à la Congrégation pour la Doctrine de la Foi. Il y était chargé de la préparation des visites ad limina des évêques à Rome. Le 6 mai 2000, il est nommé Chapelain de Sa Sainteté. Depuis septembre 2009 il participait à la Commission Théologique Internationale en tant que secrétaire adjoint.
Le 26 novembre 2011 le pape Benoît XVI le nomme nonce apostolique en Irlande (en) et archevêque titulaire d'Aquilée (de) avec pour mission de réformer l'Église d'Irlande et restaurer les liens avec le gouvernement. C'est encore le pape qui l'ordonne évêque lors de la fête de l'Épiphanie, le 6 janvier 2012 à Saint-Pierre de Rome.
Le 9 mars 2017, le pape François le transfert à Tirana faisant de lui son nonce en Albanie (en), Trois ans et demi plus tard, le 28 septembre 2020, il prend la tête de la nonciature apostolique aux Philippines (en).

## Liens avec l'Irlande
Même si le nom de jeune fille de sa mère est Patricia Murphy et l'un de ses arrière-grands-parents s'appelait O'Callaghan, Charles Brown n'a que peu de liens avec l'Irlande. Son nom de famille provient de l'anglicisation du nom allemand Braun.
Sa seule visite en Irlande a eu lieu pendant ses études à Oxford dans les années 80 quand il avait rendu visite pour les fêtes de Noël à un ami américain résidant à Dublin.

## Succession apostolique
Charles John Brown a ordonné les évêques suivants :
- Évêque William Crean (en) (2013)
- Évêque Simon Kulli (it) (2017)